# Лейпциг (район)
Лейпциг (нем. Leipzig) — район в Германии, который возник 1 августа 2008 года в результате коммунальной реформы из бывших районов Лейпциг и Мульденталь. Центр района — город Борна. Население района составляет 257 596 человек (на 31 декабря 2013).
Район входит в землю Саксония. Подчинён дирекционному округу Лейпциг.

## Населённые пункты
Список населённых пунктов района. В скобках указано население (на 31 декабря 2013).
Главные города района
1. Борна (19 259)
2. Вурцен (16 356)
3. Гримма (28 553)
4. Марклеберг (23 940)

Другие города
1. Бад-Лаузик (8133)
2. Бёлен (6606)
3. Брандис (9364)
4. Гайтхайн (5536)
5. Гройч (7607)
6. Кичер (5084)
7. Кольдиц (8897)
8. Корен-Залис (2694)
9. Маркранштедт (14 772)
10. Наунхоф (8534)
11. Пегау (6292)
12. Регис-Брайтинген (3931)
13. Рёта (3704)
14. Требзен (Мульде) (3941)
15. Фробург (10 347)
16. Цвенкау (8813)

Общины
1. Бельгерсхайн (3414)
2. Бенневиц (4944)
3. Борсдорф (8252)
4. Гроспёсна (5305)
5. Лоссаталь (6143)
6. Махерн (6599)
7. Нарсдорф (1685)
8. Нойкирич (6940)
9. Оттервиш (1419)
10. Партенштайн (3451)
11. Талльвиц (3625)
12. Эльстертребниц (1289)
13. Эспенхайн (2267)